# Castello di Bunratty
Il castello di Bunratty è uno dei luoghi più visitati della contea di Clare, nell'Irlanda occidentale. Fu costruito nel 1277 e abitato una volta dai signori di Thomond, situato a meno di 20 km da Limerick e a breve distanza da Shannon Town, sulle rive del fiume omonimo. Si tratta del complesso medievale più completo ed autentico dell'isola la cui costruzione attuale risale a circa il 1425.
Fu restaurato definitivamente nel 1954, perché nel corso dei secoli ha subito in molte occasioni saccheggi e distruzioni. All'interno, l'arredamento e la tappezzeria richiamano lo stile del periodo medievale, mentre all'esterno il Folk Park ricostruisce la vita rurale dell'Irlanda dello scorso secolo, con le sue fattorie appositamente ricostruite, gli animali, cottage e negozi, ricreati con cura e scrupolo.

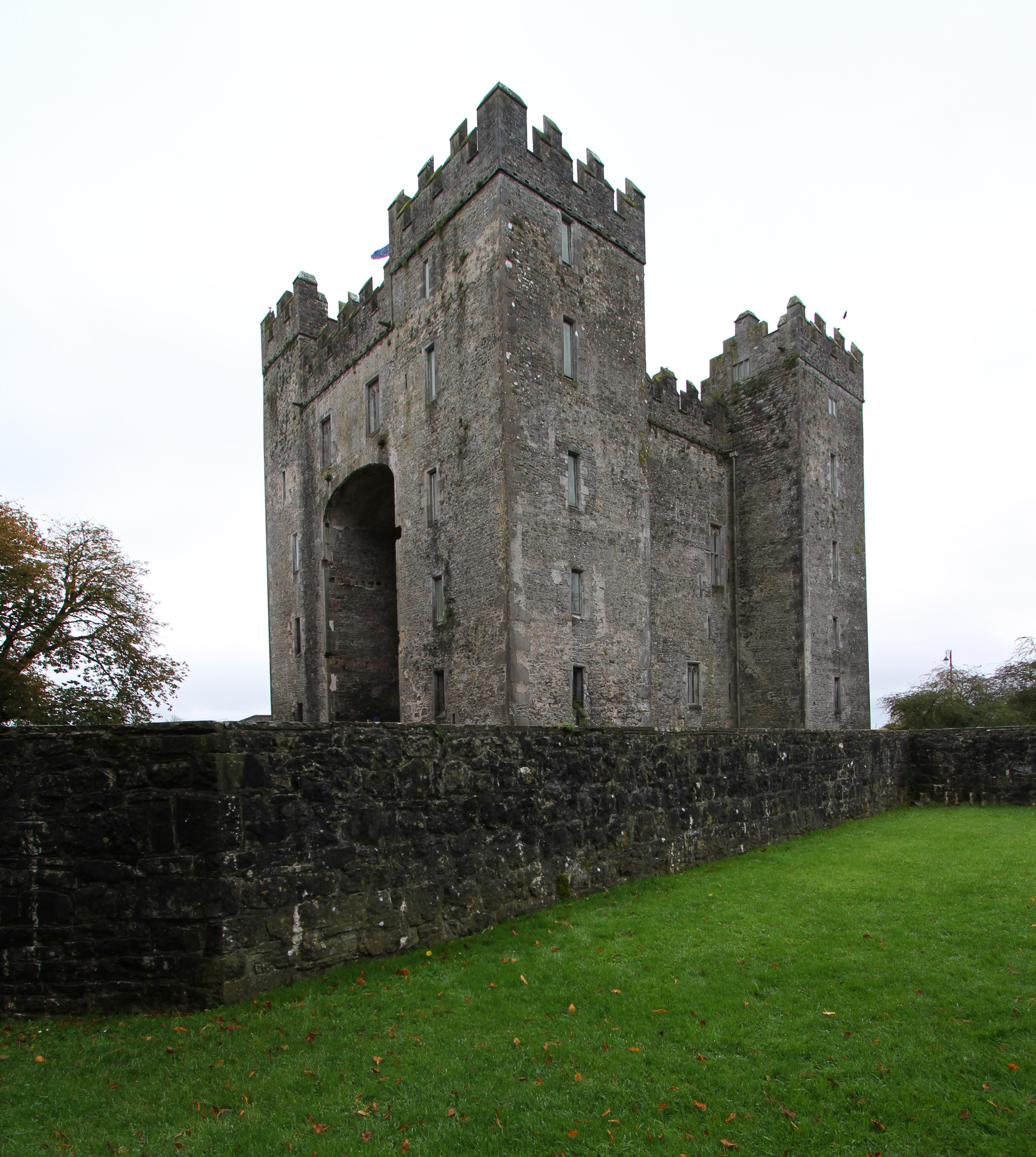
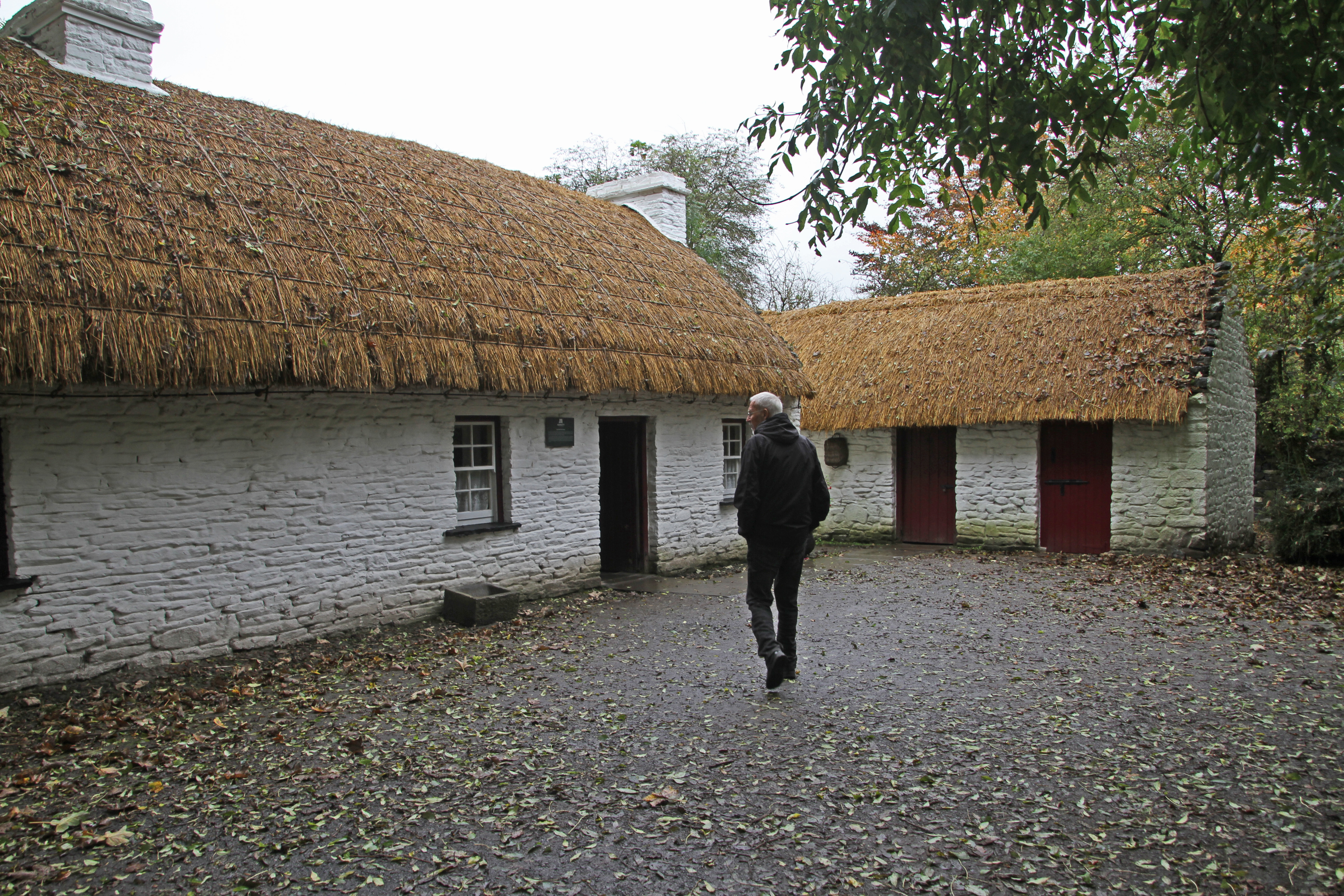
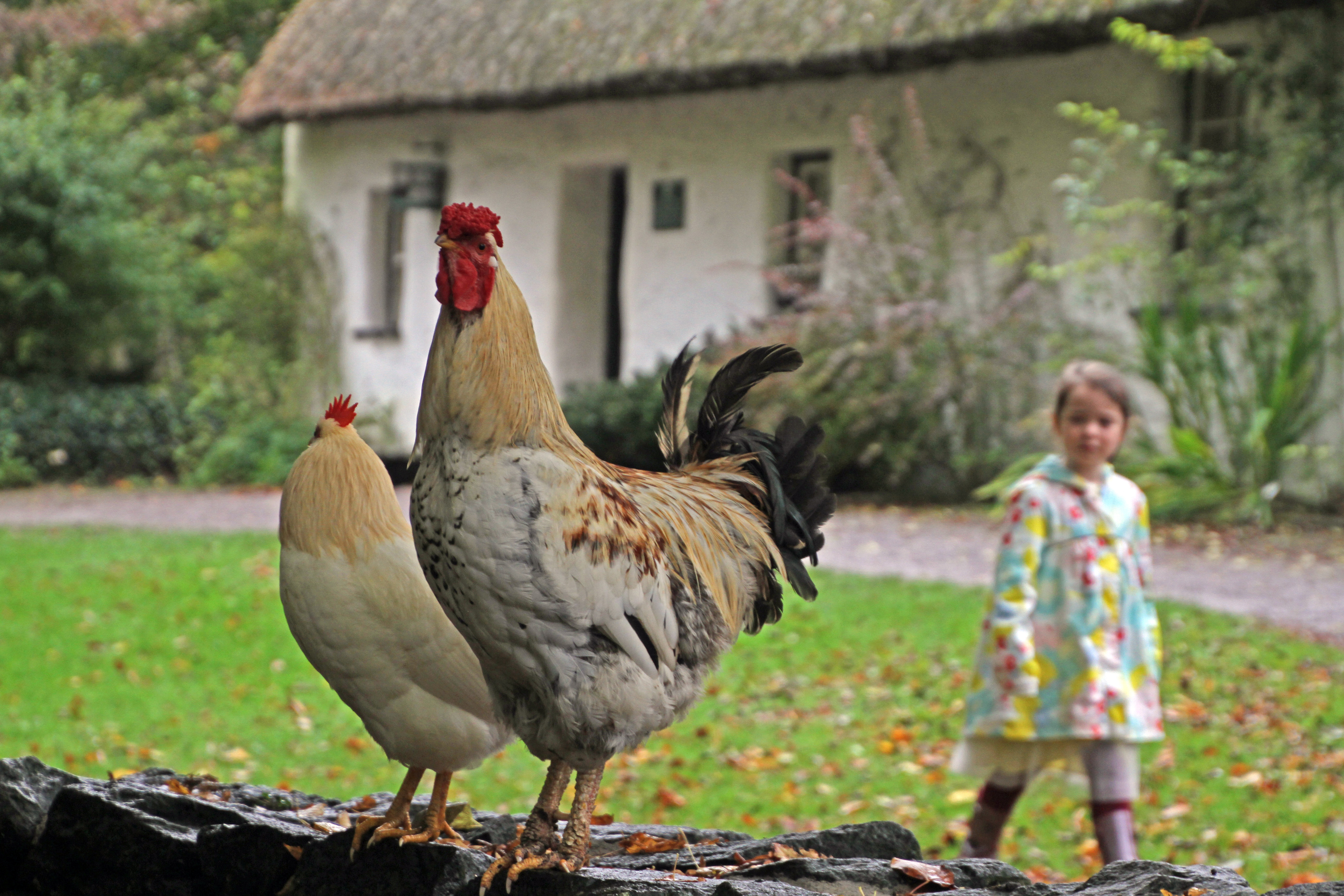
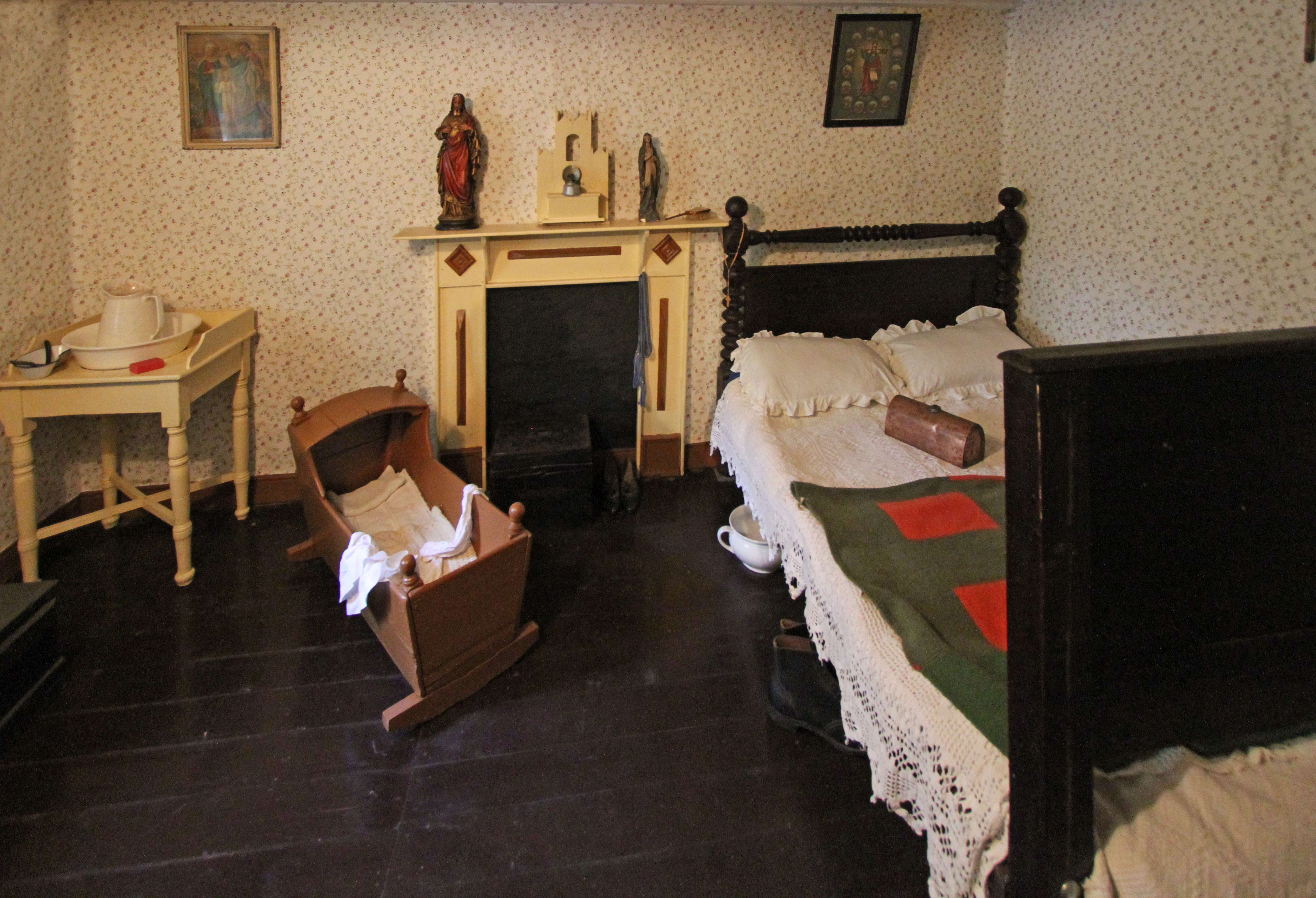
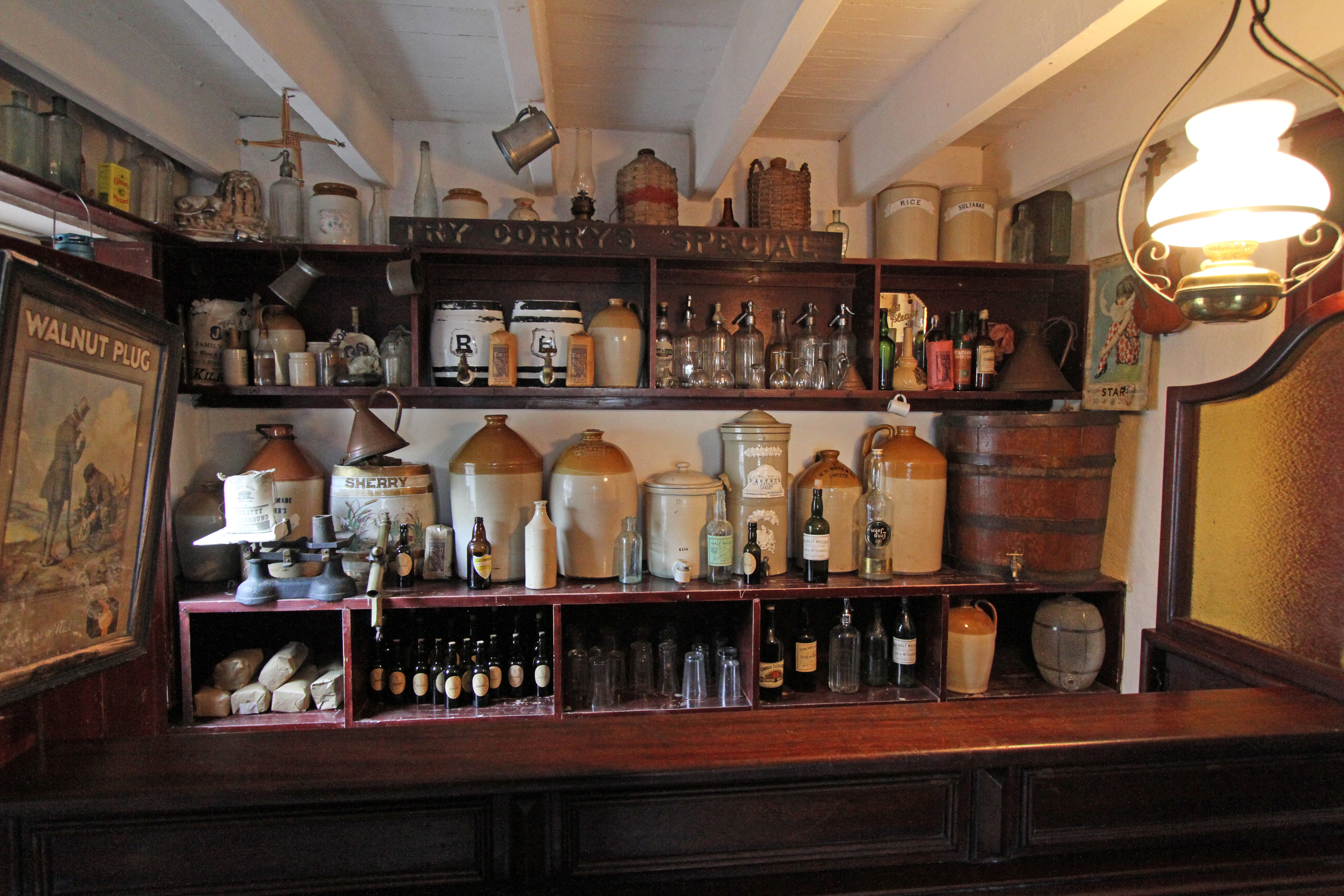
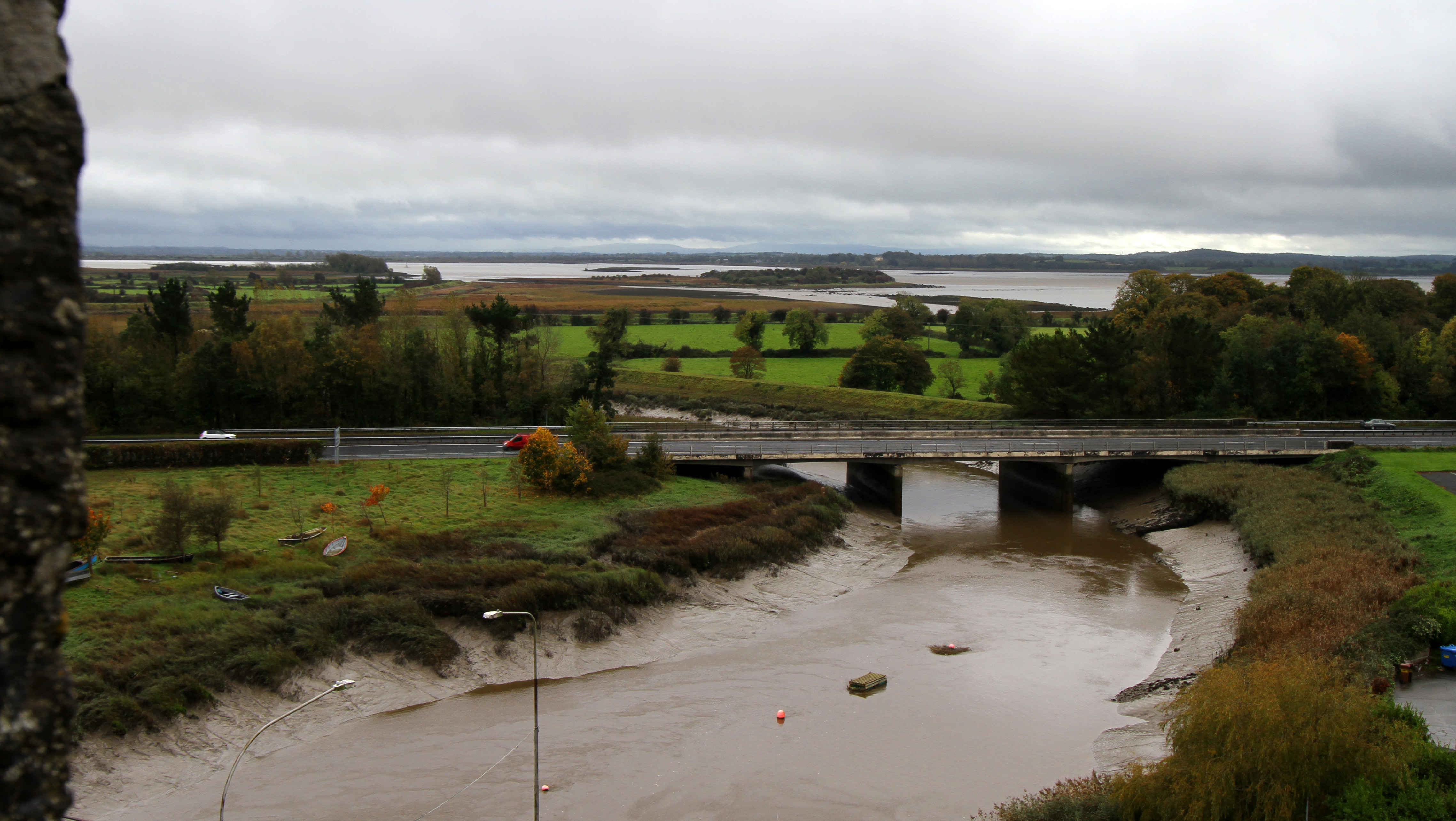